# معقل بن المنذر
معقل بن المنذر صحابي من الأنصار، شهد بيعة العقبة الثانية، وشهد غزوة بدر وغزوة أحد.

## سيرته
هو مَعْقِلُ بن المُنْذِر بن سَرْح بن خَنَاس بن سِنان بن عُبَيد بن عَدِيّ بن غَنْم بن كعب بن سَلِمة الأَنصاري السَّلَمِيّ، أخو زيد بن المنذر، شهد العَقَبَةََ الثانية مع السبعين من الأنصار، وشهد غزوة بدر مع أخيه زيد بن المنذر، وشهد غزوة أحد، توفي وليس له عقب.